# Точка (препинателен знак)
Вижте пояснителната страница за други значения на Точка.
Точката в граматиката на много езици е препинателен знак, който се поставя в края на изречението или след съкратена дума. В български език точката има следните пунктуационни употреби:
- обозначава края на разказно (съобщително) изречение и по правило разделя една завършена мисъл от друга (пример: Слънцето свети. Вятърът бразди морето.)
- обозначава съкратено записване на една или повече думи (примери: шведски език → шв. език, шв. ез.)

Точката, както и другите препинателни знаци, се отделят от следващите знаци с интервал (шпация). Когато всички думи в едно словосъчетание са съкратени, допуска се интервали да не се оставят (примери: старши научен сътрудник → ст.н.с., преди Христа → пр.Хр., и така нататък → и т.н.).
Изреченията невинаги завършват с точка (например, в списъци, в заглавия, наименования на илюстрации).
Точката има и непунктуационна употреба:
- след арабска цифра за означаване на числително редно име: Вижте 10. част.
- като разделител за комбинации от числа – дати (3 март 1878 → 03.03.1878), мрежови адреси (2130706433 → 0x7F000001 → 127.0.0.1) и др.
- за разделяне на различните нива на даден домейн (пример bg.wikipedia.org.).